# Merrick
Merrick és una concentració de població designada pel cens dels Estats Units a l'estat de Nova York. Segons el cens del 2000 tenia 22.764 habitants.

## Demografia
Segons el cens del 2000, Merrick tenia 22.764 habitants, 7.524 habitatges, i 6.478 famílies. La densitat de població era de 2.092,7 habitants per km².
Dels 7.524 habitatges en un 42,9% hi vivien nens de menys de 18 anys, en un 76% hi vivien parelles casades, en un 7,6% dones solteres, i en un 13,9% no eren unitats familiars. En l'11,6% dels habitatges hi vivien persones soles el 6,6% de les quals corresponia a persones de 65 anys o més que vivien soles. El nombre mitjà de persones vivint en cada habitatge era de 3,02 i el nombre mitjà de persones que vivien en cada família era de 3,27.
Per edats la població es repartia de la següent manera: un 27,5% tenia menys de 18 anys, un 5,4% entre 18 i 24, un 27,7% entre 25 i 44, un 26,7% de 45 a 60 i un 12,7% 65 anys o més.
L'edat mediana era de 40 anys. Per cada 100 dones de 18 o més anys hi havia 90,8 homes.
La renda mediana per habitatge era de 93.132 $ i la renda mediana per família de 99.589 $. Els homes tenien una renda mediana de 69.607 $ mentre que les dones 41.618 $. La renda per capita de la població era de 36.334 $. Entorn del 2% de les famílies i el 2,8% de la població estaven per davall del llindar de pobresa.